# Carl Aage Præst
Carl Aage Præst (Kopenhagen, 26 februari 1922 – 19 november 2011) was een Deens voetballer, die speelde als aanvaller. Aage Præst speelde 239 wedstrijden in de Serie A en werd met Juventus FC tweemaal Italiaans landskampioen. Tevens was hij, tot en met zijn verhuis naar het Italiaanse voetbal, een vaste waarde voor het Deens voetbalelftal. Zo maakte hij onder meer deel uit van de selectie voor de Olympische Zomerspelen 1948. Hier won Denemarken de bronzen medaille.
In 2008 werd hij verkozen tot de "Deense Football Hall of Fame" vanwege zijn prestaties bij Juventus en het Deens voetbalelftal.